# カナダ植民地立法議会
カナダ植民地立法議会 (カナダしょくみんちりっぽうぎかい、英語:Legislative Assembly of the Province of Canada) はカナダ植民地の下院である。カナダ植民地は、1840年の連合法によってカナダ・イースト（それまではロワー・カナダ、現在はケベック州となっている）とカナダ・ウェスト（それまではアッパー・カナダ、現在はオンタリオ州となっている）が統合してできたものである。議員は、カナダ・イーストとカナダ・ウェストからそれぞれ42名ずつ選出される。日本語では立法議院や代表議会と訳されることもある。これに対して上院のことは立法評議会という。
最初の議会は1841年にカナダ・ウェストのキングストンで開催された。第2回議会と第3回議会の初めの会期はモントリオールで開催された。1849年4月25日、反乱損害補償法に抗議する暴徒が議事堂に火をつけたため、残りの会期はトロントで開かれることになった。その後の議会はケベック・シティやトロントで開かれたが、オタワがカナダ自治領の首都に選ばれたことで、1866年の第8議会はオタワで行われた。

## 議事堂

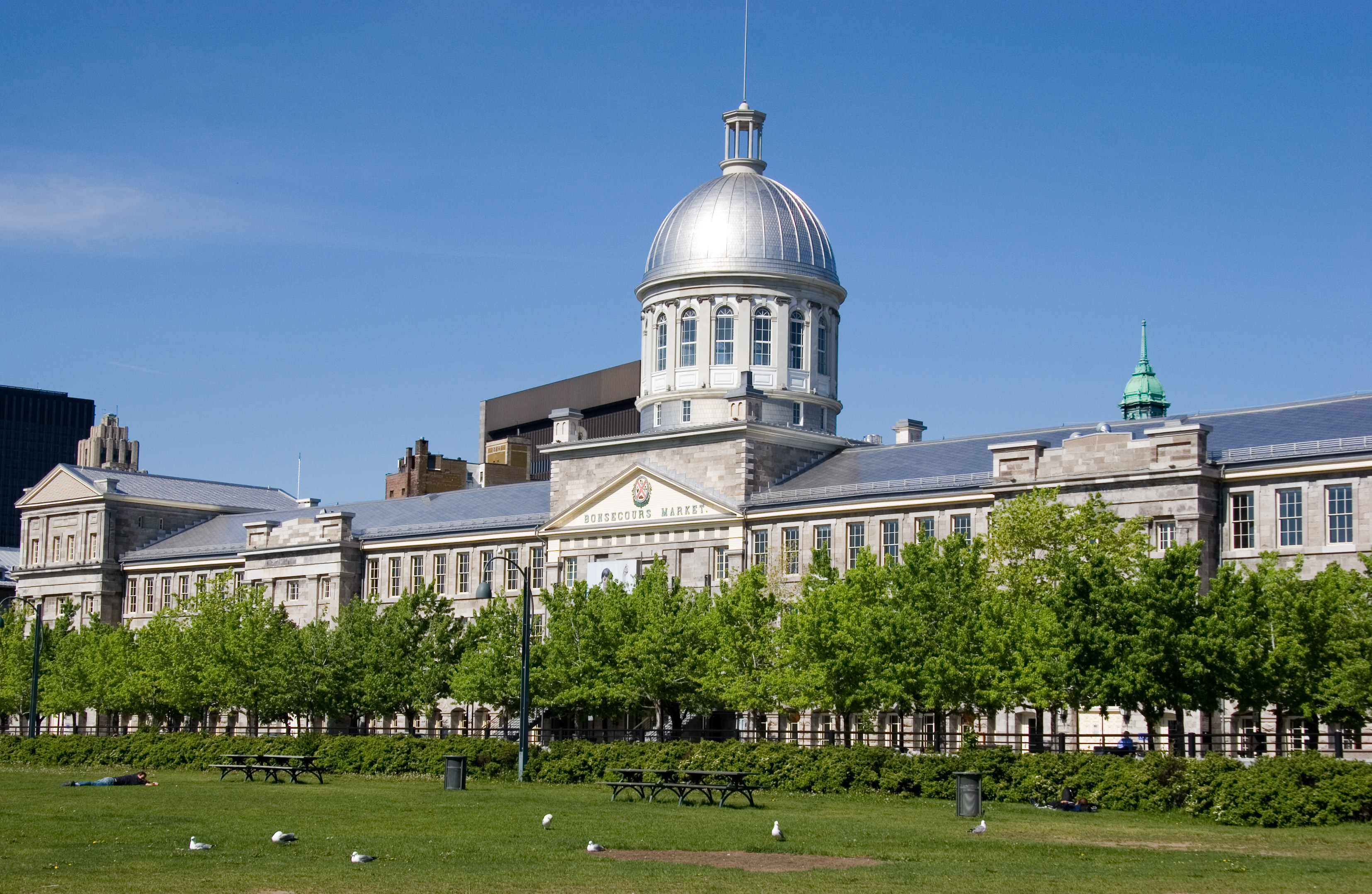
ボンスクール・マーケット（カナダ植民議会、1849年）

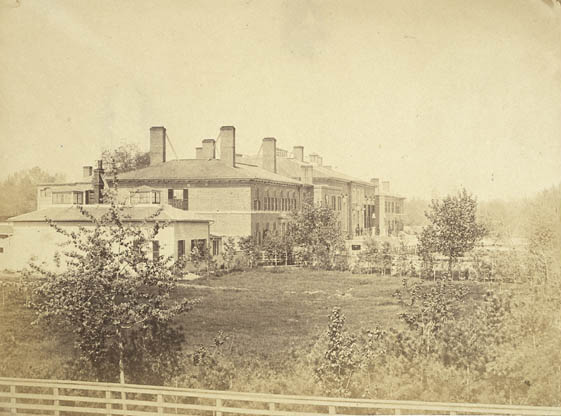
アッパー・カナダ及びオンタリオ州議会議事堂（カナダ植民地議会、1849年-1850年

連合カナダ植民地の議事堂はトロント、キングストン、モントリオール、ケベック・シティ、オタワを転々としている。
- 1841年-1843年　キングストンで開かれる。第1議会の3会期は3階建てのキングストン総合病院で行われた。
- 1843年　モントリオールに移る。修復されたセントアン・マーケットで開催されるが、1849年に火事で焼失する。その後市場機能のみを残して再建されるも、1902年にふたたび火事にあう。その後は駐車場になり、現在はプラース・デュービル広場になっている。
- 1849年　一時的にモントリオールのボンスクール・マーケットとフリーメイソンズ・ホールを使う。
- 1849年-1850年　トロントに移る。フロント通りとシムコー通りの交差点にある議事堂を使う。
- 1851年　ケベック・シティに移る。1854年に議事堂が火事で焼失する。
- 1854年-1859年　ケベック・シティに留まるも、ケベック音楽ホールやケベック市裁判所で開かれる。
- 1859年　トロントに戻る。前回の同じ議事堂を使う。
- 1860年-1865年　ケベックに戻る。この時使用されたパルク・モンモランシーの新議事堂は、その後1867年から83年までケベック州議会として再利用された。
- 1866年-1867年　オタワに移る。パーラメント・ヒルに新しく完成したセンター・ブロックを以後、拠点と定める。ただしこのときの議事堂は1916年の大火で消失している。

## 議会の一覧
- w:1st Parliament of the Province of Canada 1841–1843
- w:2nd Parliament of the Province of Canada 1844–1847
- w:3rd Parliament of the Province of Canada 1848–1851
- w:4th Parliament of the Province of Canada 1852–1854
- w:5th Parliament of the Province of Canada 1854–1857
- w:6th Parliament of the Province of Canada 1858–1861
- w:7th Parliament of the Province of Canada 1861–1863
- w:8th Parliament of the Province of Canada 1863–1866

## 議長の一覧
議長はイギリス系とフランス系が交互に就任する。この伝統はカナダ議会下院の議長にも受け継がれている。
| 議長                       | 任期      | 議会    | 所属                 | 出身              |
| -------------------------- | --------- | ------- | -------------------- | ----------------- |
| w:Austin Cuvillier         | 1841–1843 | 第1議会 | Parti Canadian       | カナダ・イースト  |
| Allan Napier MacNab        | 1844–1847 | 第2議会 | Reformer             | カナダ・ウェスト  |
| w:Augustin-Norbert Morin   | 1848–1851 | 第3議会 | Parti patriote       | カナダ・イースト  |
| w:John Sandfield Macdonald | 1852–1853 | 第4議会 | Liberal-Conservative | カナダ・ウェストt |
| w:Louis-Victor Sicotte     | 1854–1857 | 第5議会 | 無所属               | カナダ・イースト  |
| Henry Smith                | 1858–1861 | 第6議会 | Tory                 | カナダ・ウェスト  |
| w:Joseph-Édouard Turcotte  | 1862–1863 | 第7議会 | Reformer             | カナダ・イースト  |
| w:Lewis Wallbridge         | 1863–1866 | 第8議会 | 無所属               | カナダ・ウェスト  |